# جيمي دالي
جيمي دالي (بالإنجليزية: Jimmy Dale)‏ (1 يوليو 1869 في المملكة المتحدة - 1 يناير 1948 بستوك أون ترينت في المملكة المتحدة) هو لاعب كرة قدم بريطاني (وحمل سابقاً جنسية المملكة المتحدة لبريطانيا العظمى وأيرلندا) في مركز الدفاع. لعب مع ستوك سيتي ونادي ساوثهامبتون ونادي سندرلاند.